# Luigi I di Borbone-Vendôme
Luigi I di Borbone-Vendôme, nato Luigi di Borbone-La Marche (1376 – Tours, 21 dicembre 1446), era un principe del sangue francese. Era un discendente maschio di quinta generazione di Luigi IX e anche l'antenato maschio di quinta generazione del re Enrico IV di Francia.

## Biografia
Era il figlio di Giovanni I di Borbone-La Marche, e di sua moglie, Caterina di Vendôme.
Nel 1393, alla morte del padre, la madre lo associò al governo della contea di Vendôme, dando al via al ramo dei Borbone-La Marche-Vendôme, lasciandolo poi unico conte nel 1403. Nel 1406 acquistò Mondoubleau che annesse alla contea.
A corte fu vicino al duca d'Orléans e fu nominato Gran ciambellano di Francia (1408-1446) e Gran maestro di Francia (1413).
Non ereditò i possedimenti di La Marche appartenuti al fratello Giacomo II di Borbone-La Marche, che andarono alla nipote Eleonora e a suo marito Bernardo d'Armagnac.
A fianco degli Armagnac durante la guerra civile tra Armagnac e Burgundi, fu fatto prigioniero due volte (1407 e 1412) dai Burgundi, poi una terza volta dagli inglesi nella Battaglia di Azincourt nel 1415. La sua terza prigionia durò tredici anni e durante questo periodo il duca di Bedford assegnò la contea di Vendôme a uno dei suoi capitani, Robert de Willoughby.
Tornato in Francia, partecipò all'assedio di Orléans con Giovanna d'Arco, comandò l'assedio di Jargeau, partecipò all'incoronazione del re a Reims, fu presente alla firma del Trattato di Arras (1435).

## Matrimoni

### Primo Matrimonio
Sposò, il 21 dicembre 1414, Blanche de Roucy (?-22 agosto 1421), figlia di Ugo II di Roucy e di Blanche de Coucy. Non ebbero figli.

### Secondo Matrimonio
Sposò, il 24 agosto 1424 a Rennes, Giovanna di Monfort-Laval (1406-18 dicembre 1468), figlia di Guy XIII di Montfort, signore di Laval. Ebbero tre figli:
- Caterina (1425)
- Gabrielle (1426)
- Giovanni VIII di Vendôme (1428-1477)[6];

Durante la prigionia inflittagli dagli inglesi, ebbe da Sybille Boston un figlio:
- Jean de Bourbon (1420-1496), signore di Préaux.

## Ascendenza
|                                 |                        |                                   | Genitori                        |  |  | Nonni |  |  | Bisnonni           |  |  | Trisnonni           |  |
|                                 |                        |                                   |                                 |  |  |       |  |  | Luigi I di Borbone |  |  | Roberto di Clermont |  |
|                                 |                        |                                   |                                 |  |  |       |  |  | Luigi I di Borbone |  |  | Roberto di Clermont |  |
|                                 |                        | Beatrice di Borgogna-Borbone      |                                 |  |  |       |  |  | Luigi I di Borbone |  |  |                     |  |
| Giacomo I di Borbone-La Marche  |                        |                                   |                                 |  |  |       |  |  | Luigi I di Borbone |  |  |                     |  |
|                                 |                        | Maria di Avesnes                  | Giovanni I di Hainaut           |  |  |       |  |  |                    |  |  |                     |  |
|                                 |                        | Maria di Avesnes                  | Giovanni I di Hainaut           |  |  |       |  |  |                    |  |  |                     |  |
|                                 |                        | Maria di Avesnes                  | Filippa di Lussemburgo          |  |  |       |  |  |                    |  |  |                     |  |
| Giovanni I di Borbone-La Marche |                        | Maria di Avesnes                  |                                 |  |  |       |  |  |                    |  |  |                     |  |
|                                 |                        | Ugo di Châtillon                  | Giacomo I di Châtillon          |  |  |       |  |  |                    |  |  |                     |  |
|                                 |                        | Ugo di Châtillon                  | Giacomo I di Châtillon          |  |  |       |  |  |                    |  |  |                     |  |
|                                 |                        | Ugo di Châtillon                  | Catherine de Carency            |  |  |       |  |  |                    |  |  |                     |  |
| Giovanna di Châtillon           |                        | Ugo di Châtillon                  |                                 |  |  |       |  |  |                    |  |  |                     |  |
|                                 |                        | Giovanna de Dargies et de Catheux | Renaud de Dargies et de Catheux |  |  |       |  |  |                    |  |  |                     |  |
|                                 |                        | Giovanna de Dargies et de Catheux | Renaud de Dargies et de Catheux |  |  |       |  |  |                    |  |  |                     |  |
|                                 |                        | Giovanna de Dargies et de Catheux | Agnes de Bruyères               |  |  |       |  |  |                    |  |  |                     |  |
| Luigi I di Borbone-Vendôme      |                        | Giovanna de Dargies et de Catheux |                                 |  |  |       |  |  |                    |  |  |                     |  |
|                                 | Bouchard VI di Vendôme | Giovanni V di Vendôme             |                                 |  |  |       |  |  |                    |  |  |                     |  |
|                                 | Bouchard VI di Vendôme | Giovanni V di Vendôme             |                                 |  |  |       |  |  |                    |  |  |                     |  |
|                                 | Bouchard VI di Vendôme | Eleanore de Montfort-L'Amaury     |                                 |  |  |       |  |  |                    |  |  |                     |  |
| Giovanni VI di Vendôme          | Bouchard VI di Vendôme |                                   |                                 |  |  |       |  |  |                    |  |  |                     |  |
|                                 |                        | Alice di Bretagna                 | Arturo II di Bretagna           |  |  |       |  |  |                    |  |  |                     |  |
|                                 |                        | Alice di Bretagna                 | Arturo II di Bretagna           |  |  |       |  |  |                    |  |  |                     |  |
|                                 |                        | Alice di Bretagna                 | Iolanda di Dreux                |  |  |       |  |  |                    |  |  |                     |  |
| Caterina di Vendôme             |                        | Alice di Bretagna                 |                                 |  |  |       |  |  |                    |  |  |                     |  |
|                                 |                        | Giovanni II di Ponthieu           | Giovanni I di Ponthieu          |  |  |       |  |  |                    |  |  |                     |  |
|                                 |                        | Giovanni II di Ponthieu           | Giovanni I di Ponthieu          |  |  |       |  |  |                    |  |  |                     |  |
|                                 |                        | Giovanni II di Ponthieu           | Ide de Meullent                 |  |  |       |  |  |                    |  |  |                     |  |
| Joan di Ponthieu                |                        | Giovanni II di Ponthieu           |                                 |  |  |       |  |  |                    |  |  |                     |  |
|                                 |                        | Caterina d'Artois                 | Filippo d'Artois                |  |  |       |  |  |                    |  |  |                     |  |
|                                 |                        | Caterina d'Artois                 | Filippo d'Artois                |  |  |       |  |  |                    |  |  |                     |  |
|                                 |                        | Caterina d'Artois                 | Bianca di Bretagna              |  |  |       |  |  |                    |  |  |                     |  |
|                                 |                        | Caterina d'Artois                 |                                 |  |  |       |  |  |                    |  |  |                     |  |